# Nicolas (patronyme)
Pour les articles homonymes, voir Nicolas.
Cette page présente le nom de famille Nicolas ainsi que ses variantes.
Nicolas est un patronyme très courant en France.

## Étymologie
Nicolas vient du prénom Nicolas.

## Dérivés ou variantes
Il existe de très nombreux noms de famille présents en France dérivés ou variantes de ce patronyme :
- Colas ;
- Colin ;
- Colle ;
- Collé ;
- Collin ;
- Colnat ;
- Groscolas ;
- Klaes ;
- Niclas ;
- Niclass ;
- Niclasse ;
- Nicol ;
- Nicola ;
- Nicolaï ;
- Nicolay ;
- Nicole ;
- Nicolérat ;
- Nicolet ;
- Nicolier ;
- Nicolin ;
- Nicolle ;
- Nicollerat ;
- Nicollet ;
- Nicollier ;
- Nicollin ;
- Nicoulaz ;
- Nicouleau ;
- Nicoulin ;
- Niklas ;
- Niklaus ;
- Niklès ;

## Occurrence
Le patronyme Nicolas est très répandu en France, il s'agit du 45e patronyme le plus porté.

## Personnalités portant ce patronyme
- Alain Nicolas (né en 1941), archéologue et anthropologue français ;
- Astier Nicolas (né en 1989), cavalier français ;
- Auguste Nicolas 
  - Auguste Nicolas (1807-1888), avocat et homme de lettres catholique français ;
  - Auguste Nicolas (1857-1941), architecte ; il a collaboré avec Jacques Baumier ;
- Augustin Nicolas (1622-1695), homme de lettres français ;
- Charles Nicolas (1916-1984), entraîneur français de football ;
- Daniel Nicolas (1796-1863), homme politique français ;
- Dominique Nicolas (né en 1958), ancien membre du groupe Indochine ;
- François Nicolas  ;
- Françoise Nicolas (1940-), athlète française ;
- Françoise Nicolas, diplomate française ;
- Gilbert Nicolas (né en 1949), historien français ;
- Henri Nicolas (1879-1934), général français ;
- Jean Nicolas  ;
- Jean Baptiste Nicolas (1773-1854), général de brigade français ;
- Jean Charles Valric Nicolas-Nicolas (1813-1885), général français[1] ;
- Jean-Marc Nicolas (1951-), cavalier français de saut d'obstacles ;
- Jean-Pierre Nicolas  ;
- Julien Nicolas (1978-), chimiste français ;
- Lucien Nicolas (1909-1966), homme politique français ;
- Marguerite Nicolas (1916-2001), athlète française ;
- Marie Joséphine Nicolas (1846-1903), peintre française ;
- Maurice Marie Alexis Nicolas (1878-1948), général de brigade français ;
- Michel Nicolas  ;
- Pascal Arbez-Nicolas (1976-), artiste français de musique électronique ;
- Paul Nicolas  ;
- Pierre Nicolas (1921-1990), contrebassiste de Georges Brassens ;
- Pierre Nicolas (1929-1990), dessinateur de Mickey à travers les siècles ;
- Roger Nicolas (1919-1977), acteur et humoriste français ;
- Serge Nicolas (1962-), professeur de psychologie à l'Institut de psychologie de l'université de Paris ;
- Valérie Nicolas (née en 1975), handballeuse, gardienne de l'équipe de France entre 1995-2008 ;
- Victor Nicolas (1906-1979), sculpteur français.